# نفتوپیدیل
نفتوپیدیل (انگلیسی: Naftopidil) (INN، با نام تجاری Flivas) دارویی است که در هیپرتروفی خوش‌خیم پروستات استفاده می‌شود که به عنوان یک آنتاگونیست انتخابی گیرنده α1-آدرنرژیک یا مسدودکننده آلفا-1 عمل می‌کند.